# Gilles Marotte
Jean Gilles Marotte (* 7. Juni 1945 in Montreal, Québec; † 26. Juli 2005 in Victoriaville, Québec) war ein kanadischer Eishockeyspieler, der im Verlauf seiner aktiven Karriere zwischen 1963 und 1978 unter anderem 837 Spiele für die Boston Bruins, Chicago Black Hawks, Los Angeles Kings, New York Rangers und St. Louis Blues in der National Hockey League sowie 73 weitere für die Cincinnati Stingers und Indianapolis Racers in der World Hockey Association auf der Position des Verteidigers bestritten hat.

## Karriere
Marotte verbrachte seine Juniorenzeit zwischen 1961 und 1965 zunächst zwei Jahre lang in der Ligue de hockey junior du Québec bei den Bruins de Victoriaville, ehe er 1963 in die Ontario Hockey Association zu den Niagara Falls Flyers wechselte. Bei den Flyers spielte der Verteidiger weitere zwei Jahre und gewann mit zum Abschluss bei den Junioren das Double aus J. Ross Robertson Cup und Memorial Cup.
Anschließend zog es den Kanadier in die Vereinigten Staaten, wo er im Profibereich von den Boston Bruins aus der National Hockey League verpflichtet worden war. Dort verbrachte der Rookie die Saison 1965/66 sowie die folgende, ehe er im Mai 1967 Teil eines sechs Spieler umfassenden Transfergeschäfts wurde. Marotte wechselte gemeinsam mit Jack Norris und Pit Martin zu den Chicago Black Hawks, während sich Boston im Gegenzug die Dienste von Phil Esposito, Ken Hodge und Fred Stanfield sicherten. Bei den Black Hawks etablierte sich der versatile Abwehrspieler in der NHL und verbrachte weitere fast drei Jahre in der Liga. Im Februar 1970 war er erneut in einen Multi-Spielerwechsel verwickelt. Dieses Mal wechselte er mit Jim Stanfield und Denis DeJordy zu den Los Angeles Kings. Hingegen erhielt Chicago Bryan Campbell, Bill White und Gerry Desjardins.
In Los Angeles verbrachte Marotte weitere dreieinhalb Jahre und absolvierte dort an Punkten gemessen seine besten Jahre. Dies bescherte ihm eine Einladung zum NHL All-Star Game 1973. Die Kings trennten sich jedoch noch im selben Kalenderjahr von dem Verteidiger und schickten ihn im November 1973 mit Réal Lemieux zu den New York Rangers. Als Kompensation erhielten die Kalifornier Sheldon Kannegiesser, Mike Murphy und Tom Williams. Bei den Rangers ließ der mittlerweile 28-Jährige weitere zweieinhalb Jahre folgen, ehe er über die Waiver-Liste im Oktober 1976 zu den St. Louis Blues gelangte. Dort beendete Marotte nach der Spielzeit 1976/77 seine NHL-Karriere.
Als Free Agent wechselte der Defensivspieler in die mit der NHL konkurrierende World Hockey Association zu den Cincinnati Stingers. Die Stingers hatten den Edmonton Oilers die Transferrechte an Marottes Person zuvor abgekauft und ihn daraufhin verpflichtet. Seine Zeit in Cincinnati dauerte allerdings nur 29 Spiele bis zum Januar 1978. Ein erneuter Transfer mit Blaine Stoughton brachte ihn im Austausch für Bryon Baltimore und Hugh Harris zum Ligakonkurrenten Indianapolis Racers. Nach 44 Einsätzen beendete Marotte nach der Spielzeit im Sommer 1978 seine aktive Karriere.
Marotte verstarb im Juli 2005 60-jährig an Bauchspeicheldrüsenkrebs in seiner Heimatstadt Victoriaville.

## Erfolge und Auszeichnungen
| - 1963 LHJQ First All-Star Team - 1965 J.-Ross-Robertson-Cup-Gewinn mit den Niagara Falls Flyers - 1965 Memorial-Cup-Gewinn mit den Niagara Falls Flyers | - 1965 OHA First All-Star Team - 1973 Teilnahme am NHL All-Star Game - 1977 Adams-Cup-Gewinn mit den Kansas City Blues |

## Karrierestatistik
(Legende zur Spielerstatistik: Sp oder GP = absolvierte Spiele; T oder G = erzielte Tore; V oder A = erzielte Assists; Pkt oder Pts = erzielte Scorerpunkte; SM oder PIM = erhaltene Strafminuten; +/− = Plus/Minus-Bilanz; PP = erzielte Überzahltore; SH = erzielte Unterzahltore; GW = erzielte Siegtore; 1 Play-downs/Relegation; Kursiv: Statistik nicht vollständig)